# ویچر (مجموعه بازی ویدئویی)
ویچر (به انگلیسی: The Witcher) مجموعه بازی‌های ویدئویی در سبک نقش‌آفرینی اکشن فانتزی است که توسط سی‌دی پروجکت ساخته و منتشر شده‌است. این فرنچایز بر اساس مجموعه کتابهایی به اسم ویچر توسط آندژی ساپکوفسکی نویسنده لهستانی منتشر شده‌است.
این مجموعه در سال ۲۰۰۷ با انتشار ویچر (بازی ویدئویی) آغاز شد و آخرین آن ویچر ۳: شکار وحشیانه در سال ۲۰۱۵ بود. از سال ۲۰۲۰، این مجموعه دارای سه بازی اصلی مستقل، دو بسته الحاقی و سه بازی اسپین آف است. ویچر ۳: شکار وحشیانه موفق‌ترین بازی در این مجموعه است که بیش از ۲۸ میلیون نسخه فروش کرد. این مجموعه با فروش بیش از ۵۰ میلیون نسخه مورد تحسین منتقدان و موفقیت تجاری قرار گرفته‌است.

## گیم پلی
در این مجموعه، بازیکن کنترل گرالت از ریویا، یکی از معدود ویچرهای باقی مانده در قاره را دارد. او یک قاتل هیولا جایزه بگیر است که از همان کودکی جهش یافته و برای کشتن جانوران مرگبار آموزش دیده‌است.

## نسخه‌ها
| سال          | عنوان                                 | پلتفرم                  | پلتفرم                          | پلتفرم        |
| سال          | عنوان                                 | کنسول                   | رایانه شخصی                     | کنسول دستی    |
| مجموعه اصلی  | مجموعه اصلی                           | مجموعه اصلی             | مجموعه اصلی                     | مجموعه اصلی   |
| ------------ | ------------------------------------- | ----------------------- | ------------------------------- | ------------- |
| ۲۰۰۷         | ویچر                                  |                         | مایکروسافت ویندوز مک‌اواس        |               |
| ۲۰۱۱         | ویچر ۲: قاتلین پادشاهان               | ایکس‌باکس ۳۶۰            | مایکروسافت ویندوز مک‌اواس لینوکس |               |
| ۲۰۱۵         | ویچر ۳: شکار وحشیانه                  | اکس‌باکس وان پلی‌استیشن ۴ | مایکروسافت ویندوز               | نینتندو سوئیچ |
| نامعلوم      | ویچر ۴ (در حال توسعه)                 |                         |                                 |               |
| گسترش دهندها |                                       |                         |                                 |               |
| ۲۰۱۵         | ویچر ۳: شکار وحشیانه – قلب‌هایی از سنگ | اکس‌باکس وان پلی‌استیشن ۴ | مایکروسافت ویندوز               | نینتندو سوئیچ |
| ۲۰۱۶         | ویچر ۳: شکار وحشیانه – خون و شراب     | اکس‌باکس وان پلی‌استیشن ۴ | مایکروسافت ویندوز               | نینتندو سوئیچ |

### مجموعه اصلی
| ۲۰۰۷ | The Witcher                                        |
| ۲۰۰۸ | The Witcher: Enhanced Edition                      |
| ۲۰۰۹ | The Witcher: Director's Cut                        |
| ۲۰۱۰ |                                                    |
| ۲۰۱۱ | The Witcher 2: Assassins of Kings                  |
| ۲۰۱۲ | The Witcher 2: Assassins of Kings Enhanced Edition |
| ۲۰۱۳ |                                                    |
| ۲۰۱۴ |                                                    |
| ۲۰۱۵ | The Witcher 3: Wild Hunt                           |
| ۲۰۱۵ | The Witcher 3: Wild Hunt – Hearts of Stone         |
| ۲۰۱۶ | The Witcher 3: Wild Hunt – Blood and Wine          |

#### ویچر
در سال ۱۹۹۶ و ۱۹۹۷، یک بازی ویدیویی ویچر توسط استودیوی Metropolis Software در لهستان در حال ساخت بود، اما لغو شد. کارگردان این بازی Adrian Chmielarz، مالک و مدیر خلاق سابق استودیوی People Can Fly بود که ترجمه "The Witcher" را در طول توسعه آن ایجاد کرد. طبق گفته وی، این بازی یک بازی اکشن و ماجراجویی سه بعدی با عناصر نقش آفرینی مانند انتخاب‌های اخلاقی در بازی و جمع‌آوری امتیازات تجربه برای ارتقاء بازیکن بوده‌است.
در سال ۲۰۰۳، توسعه دهنده بازی‌های ویدیویی لهستانی CD Projekt Red با توجه به کار طولانی استودیوی Metropolis Software، با ساپکوفسکی برای گفتن حق انتشار The Witcher مذاکره کرد و ویچر که یک بازی نقش آفرینی را براساس حماسه بود در اکتبر ۲۰۰۷ برای رایانه‌های شخصی منتشر کرد. گرچه این اولین ساخته آنان بود ولی باعث تبلیغ استودیو شد و بازی در اروپا و آمریکای شمالی مورد تحسین منتقدان قرار گرفت. Witcher در لهستان توسط CD Projekt و در سراسر جهان توسط Atari منتشر شد. نسخه کنسولی، The Witcher: Rise of the Wolf White با همان داستان و موتور متفاوت و سیستم جنگی، قرار بود در پاییز ۲۰۰۹ اکران شود اما در همان بهار لغو شد.

#### ویچر ۲: قاتلین پادشاهان
ویچر ۲: قاتلین پادشاهان دنباله بازی The Witcher بود که توسط CD Projekt Red ساخته شد. در ۱۶ سپتامبر ۲۰۰۹، قبل از معرفی Assassins of Kings، ویدئویی از این بازی به بیرون درز کرد. دو روز بعد، CD Projekt Red تأیید کرد که بازی در دست ساخت است. Assassins of Kings در لهستان توسط CD Projekt، توسط باندای نامکو انترتینمنت در اروپا و توسط Atari در آمریکای شمالی منتشر شد. این بازی همچنین از طریق استیم و DRM- رایگان در گاگ.کام به صورت دیجیتالی توزیع شد.

#### ویچر ۳: شکار وحشیانه
ویچر ۳: شکار وحشیانه در ۱۹ مه ۲۰۱۵ اکران شد و به عنوان یکی از بزرگترین بازی‌های تاریخ شناخته شده‌است، و تا مارس ۲۰۱۶ بیش از ده میلیون نسخه از آن به فروش رفت. مدتی بعد دو بسته الحاقی به اسم‌های ویچر ۳: شکار وحشیانه – قلب‌هایی از سنگ در سال ۲۰۱۵ و ویچر ۳: شکار وحشیانه – خون و شراب در سال ۲۰۱۶ منتشر شدند.

### بازی‌های دیگر
The Witcher: Crimson Trail (به لهستانی: Wiedźmin: Krwawy Szlak)، همچنین به عنوان The Witcher Mobile شناخته می شود یک بازی اکشن تلفن همراه است که توسط Breakpoint با مجوز از CD Projekt در نوامبر ۲۰۰۷ ایجاد شده‌است. در آن یک گرالت جوان به عنوان یک دانش آموز آینده دار حضور دارد که دوره آموزش خود را برای تبدیل شدن به یک هیولای قاتل به پایان می‌رساند.
The Witcher: Versus یک بازی مرورگر چند نفره مبتنی بر ادوبی فلش بود، که برای CD Projekt Red توسط one2tribe ساخته شد و در سال ۲۰۰۸ منتشر شد. در این بازی، که ساخت آن متوقف شد، بازیکنان از یکی از سه کلاس شخصیت ایجاد می‌کنند و بازیکنان دیگر را در نبرد به چالش می‌کشند.
CD Projekt Red در تاریخ ۱ ژوئیه ۲۰۱۴ عنوان عرصه نبرد ویچر را معرفی کرد، یک بازی آنلاین در سبک میدان جنگ برخط چندنفره که برای دستگاه‌های تلفن همراه است.

## بازتاب‌ها
| بازی          | متاکریتیک                                         |
| ------------- | ------------------------------------------------- |
| The Witcher   | 81/100                                            |
| The Witcher 2 | (PC/360) 88/100                                   |
| The Witcher 3 | (PC) 93/100 (PS4) 92/100 (XONE)91/100 (NS) 85/100 |

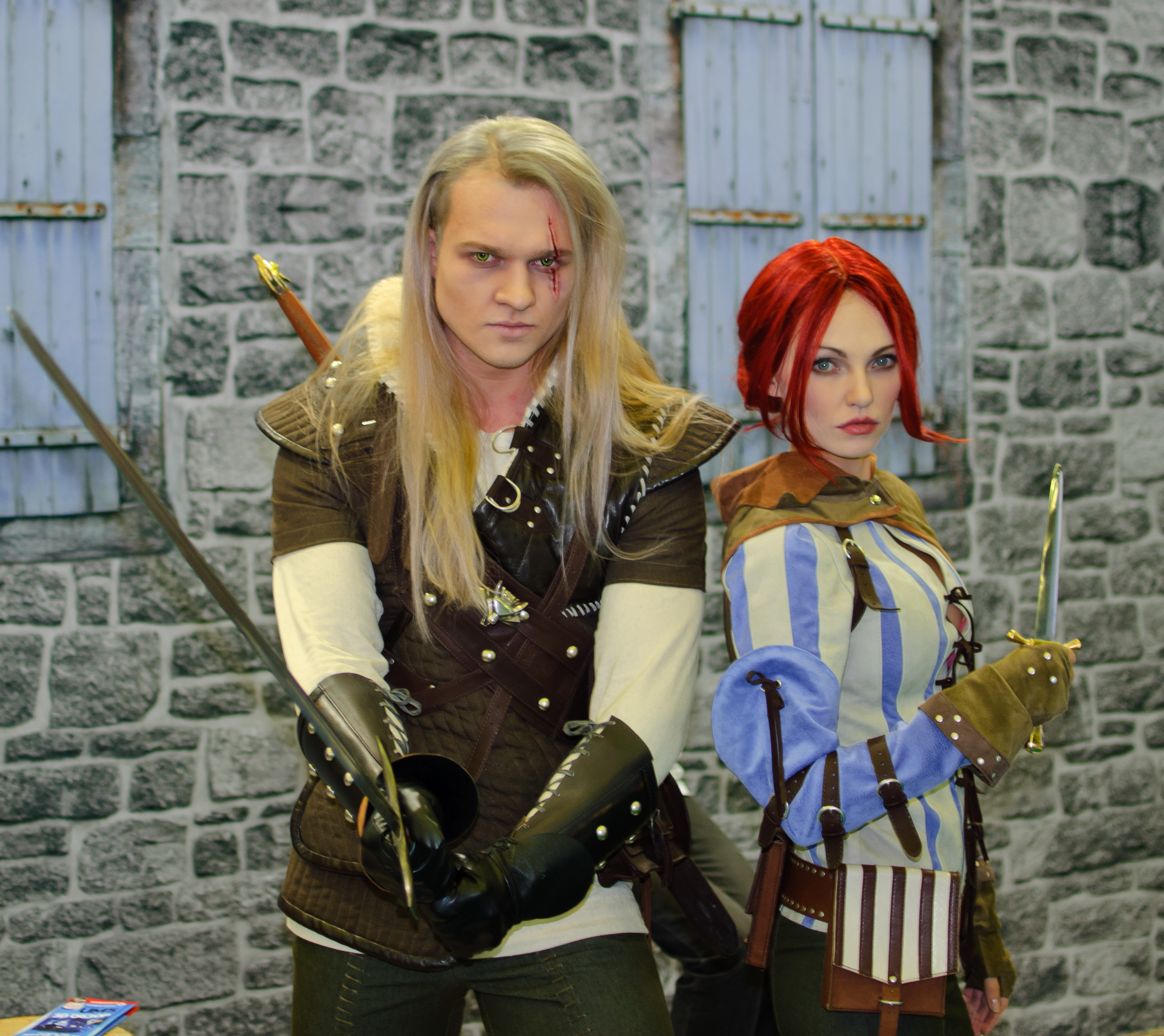
مدل‌های تبلیغاتی در لباس گرالت و تریس - سال ۲۰۱۰

در اکتبر ۲۰۱۸، ساپکوفسکی با صدور اطلاعیه ای به CD Projekt، برای فروش مجموعه بازی‌های ویدیویی ویچر، درخواست پاداش ۶۰ میلیون زلوتی لهستان (بیش از ۱۵ million دلار آمریکا) کرد که حدود ۵٪ تا ۱۵٪ درآمد بازی طی سال‌های گذشته بود. ساپکوفسکی در ابتدا مجوز ساخت ویچر به CD Projekt را با پرداخت یکجا امضاء کرده بود، اما اکنون معتقد است که مجموعه بسیار موفقتر از حد انتظار بوده ظاهر شده و استودیو باید پول بیشتری بپردازد. CD Projekt اظهار داشت که آنها تمام تعهدات مربوط به خرید مجوز را برآورده کرده بودند، اما با نمایندگان قانونی و همکاری مسالمت آمیز، تلاش خواهند کرد تا نتیجه عادلانه ای را برای همه طرف‌ها به دست آورند. تا فوریه ۲۰۱۹، CD Projekt توافق‌نامه ای را حل و فصل کرد که حق امتیاز اضافی به ساپکوفسکی پرداخت می‌کند، هرچند به مقداری که ساپکوفسکی درخواست کرده بود، نبود. این توافق تا دسامبر ۲۰۱۹ نهایی شد.

### فروش
این مجموعه تا مارس ۲۰۱۸ بیش از ۳۳ میلیون نسخه فروخته بود، تا مه ۲۰۲۰ به بیش از ۵۰ میلیون نسخه افزایش یافت.